# René Jutras (député fédéral)
Pour les articles homonymes, voir René Jutras et Jutras.
René Norbert Jutras (1913-1995) est un homme politique canadien. Il était le député libéral de Provencher de 1940 à 1957.

## Biographie
René Jutras est né le 30 septembre 1913 à Letellier. Il est le 8e des dix enfants de Joseph Jutras et de Clara Blais. Il a fréquenté le Collège de Saint-Boniface et l'université du Manitoba, où il a obtenu un Baccalauréat ès arts. Au début de la Seconde Guerre mondiale, il a servi au Canada, aux États-Unis et à l'étranger avec l'Aviation royale canadienne.
Il est élu député de Provencher à la Chambre des communes à l'élection générale de 1940 à l'âge de 26 ans, ce qui fait de lui le plus jeune député libéral de tous les temps. Il a été réélu en 1945, en 1949 et en 1953, mais est finalement battu en 1957. En 1949, il a été délégué du Canada à l'Assemblée générale des Nations Unies.
Il a épousé sa secrétaire, Madeleine Roussel, en 1946. Ils ont eu cinq enfants.